# Kanton Belle-Zuidwest
Belle-Zuidwest (Frans: Bailleul-Sud-Ouest) is een voormalig kanton van het Franse Noorderdepartement. Het kanton maakte deel uit van het arrondissement Duinkerke. In 2015 is dit kanton opgegaan in het nieuw gevormde kanton Belle.

## Gemeenten
Het kanton Belle-Zuidwest omvatte de volgende gemeenten:
- Belle (deels, hoofdplaats) (Bailleul)
- Berten (Berthen)
- Vleteren (Flêtre)
- Merris
- Meteren (Méteren)
- Oud-Berkijn (Vieux-Berquin)